# Time To Fly
Time To Fly是香港女團STRAYZ成員榛綦（Natalie Ho）於2023年推出的個人粵語單曲，亦是她的個人出道作，由她聯同T-Ma、Claudia Koh作曲，Oscar填詞。

## 創作與製作
STRAYZ是香港選秀節目《全民造星IV》參賽者組成的其中一隊獨立組合，榛綦亦以獨立歌手身份推出此個人出道作，自資逾十萬港元。
此歌歌詞以榛綦所喜歡的蝴蝶為題材，借蝴蝶蛻變（至成蟲飛舞）的歷程作為比喻，講述榛綦自身於音樂界闖蕩的經歷，並鼓勵聽眾勇於嘗試及追夢。歌名「Time To Fly」有著起飛離開舒適區，探索世界的意思。
音樂影片的室外場景於大帽山取景拍攝，為配合蝴蝶主題，在服飾等方面加入了蝴蝶元素。除榛綦本人演出外，影片另有四名伴舞。影片中榛綦共有四套服裝，其中一套是同為《全民造星IV》參賽者的羅洛家（Carmina）為她編織。

## 發行
2023年3月21日派台，同年4月17日於音樂串流平台發行。

## 派台成績

### 香港電台中文歌曲龍虎榜 走勢
合共上榜5周。
| 周次     | 第15周  | 第16周  | 第17周  | 第18周 | 第19周  | 第20周  |
| 放榜日期 | 4月15日 | 4月22日 | 4月29日 | 5月6日 | 5月13日 | 5月20日 |
| 榜上位置 | 18      | 14      | 15      | --     | 20      | 20      |
| -------- | ------- | ------- | ------- | ------ | ------- | ------- |

- 符號（--）表示沒有上榜

### 新城知訊台勁爆本地榜 走勢
合共上榜2周。
| 周次     | 第19周  | 第20周  |
| 放榜日期 | 5月13日 | 5月20日 |
| 榜上位置 | 19      | 11      |
| -------- | ------- | ------- |

## 備註
1. ↑  帶有一些英語歌詞。